# بين باركر
بين باركر (بالإنجليزية: Ben Barker)‏ هو متسابق دراجات نارية بريطاني، ولد في 10 مارس 1988 في ترورو في المملكة المتحدة.